# Iain Macleod

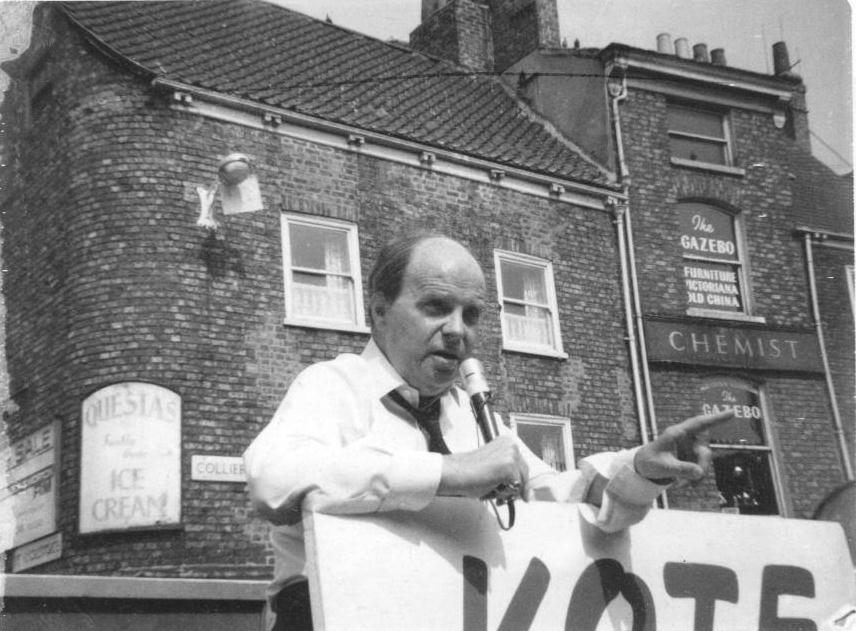
Iain Macleod, 1970

Iain Norman Macleod (* 11. November 1913 in Skipton, Yorkshire; † 20. Juli 1970 in City of Westminster, London) war ein britischer Politiker und Zeitungsverleger.

## Biografie
Nach einer schulischen Ausbildung am Fettes College in Edinburgh und Studien am Gonville and Caius College der University of Cambridge leistete er seinen Militärdienst in der British Army während des Zweiten Weltkrieges 1940 in Belgien und Frankreich. Wegen einer Kriegsverletzung beim Rückzug aus Dünkirchen 1940 konnte er den Kopf nur mühsam, den Rücken überhaupt nicht gerade halten und kämpfte ständig gegen Schmerzen.
Nach dem Krieg wurde er Mitarbeiter im Sekretariat der Conservative Party und arbeitete dort auch mit Enoch Powell in der Forschungsabteilung (Research Department) der Partei zusammen.
Er wurde bei der Unterhauswahl am 23. Februar 1950 zum Mitglied des Unterhauses (House of Commons) gewählt; damit begann seine politische Laufbahn. Bei den Wahlen 1951, 1955, 1959, 1966 und 1970 wurde er wiedergewählt (alle Wahlen im 1950 bis 1974 bestehenden Wahlkreis Enfield West).
1952 wurde er als Gesundheitsminister in die Regierung von Premierminister Winston Churchill berufen. Im April 1955 wurde er Arbeitsminister im Kabinett von Churchills Nachfolger als Premierminister, Anthony Eden, und behielt dieses Amt auch in der Regierung von Premierminister Harold Macmillan bis 1959. Im Rahmen einer Kabinettsumbildung wurde er Kolonialminister (Secretary of State for the Colonies) und war in diesem Amt zuständig für die Entlassung der afrikanischen Kolonien Britisch-Somaliland und Nigeria in die Unabhängigkeit im Jahr 1960. In diesem Amt war Macleod 1961 für die illegale Vernichtung von Akten verantwortlich, in denen zurückliegende Gräueltaten von Kolonialverwaltungen an Einheimischen dokumentiert waren. 1961 wurde er im Rahmen einer Kabinettsumbildung Kanzler des Herzogtums Lancaster. Zugleich war er als solcher bis 1963 Führer des Unterhauses (Leader of the House of Commons) und Vorsitzender (Chairman) der Conservative Party.
Am 13. Oktober 1963 trat Premierminister Harold Macmillan aus gesundheitlichen und Altersgründen zurück. Alec Douglas-Home (von Macmillan durch geschicktes Taktieren und gegen mannigfachen parteiinternen Widerstand als Nachfolger durchgesetzt) bildete am 19. Oktober 1963 das Kabinett Douglas-Home. Macleod und Enoch Powell weigerten sich, in seinem Kabinett Minister zu werden. Macleod schied aus der Politik aus und wurde Herausgeber der Zeitschrift The Spectator. Dabei bezeichnete er in seiner Kolumne Quoodle das System einer Staatlichen Bevormundung als Nanny State (englisch nanny = Kindermädchen) und schuf damit einen neuen Begriff.
Edward Heath berief nach seiner Wahl zum Vorsitzenden der Conservative Party (28. Juli 1965) Macleod in sein Schattenkabinett als Schatzkanzler. In dieser Funktion erfand Macleod Ende der 1960er den Begriff Stagflation, ein Kofferwort aus Stagnation und Inflation.
Nach dem Wahlsieg der Konservativen bei der Unterhauswahl vom 18. Juni 1970 berief Premierminister Heath Mecleod als Schatzkanzler in seine Regierung. Er war als solcher auch Lord High Treasurer. Dabei holte er auch externe Fachleute wie den Ökonomen Bryan Hopkin in seinen wirtschaftspolitischen Beraterstab. Bereits einen Monat später starb er plötzlich und unerwartet an einem Herzanfall, ein Rückschlag für die neue Regierung. Nachfolger wurde der bisherige Chancellor of the Duchy of Lancaster Anthony Barber.
Macleod, einer der populärsten Politiker der Konservativen jener Zeit und ein begnadeter Redner, galt auch als einer der möglichen Nachfolger von Heath als Premierminister.
Nach seinem Tod wurde seine Ehefrau Evelyn Macleod 1971 als Baroness Macleod of Borve, of Borve in the Isle of Lewis in den Adelsstand erhoben und gehörte als Life Peeress bis zu ihrem Tod 1999 dem House of Lords als Mitglied an.